# Rio de San Sebastian

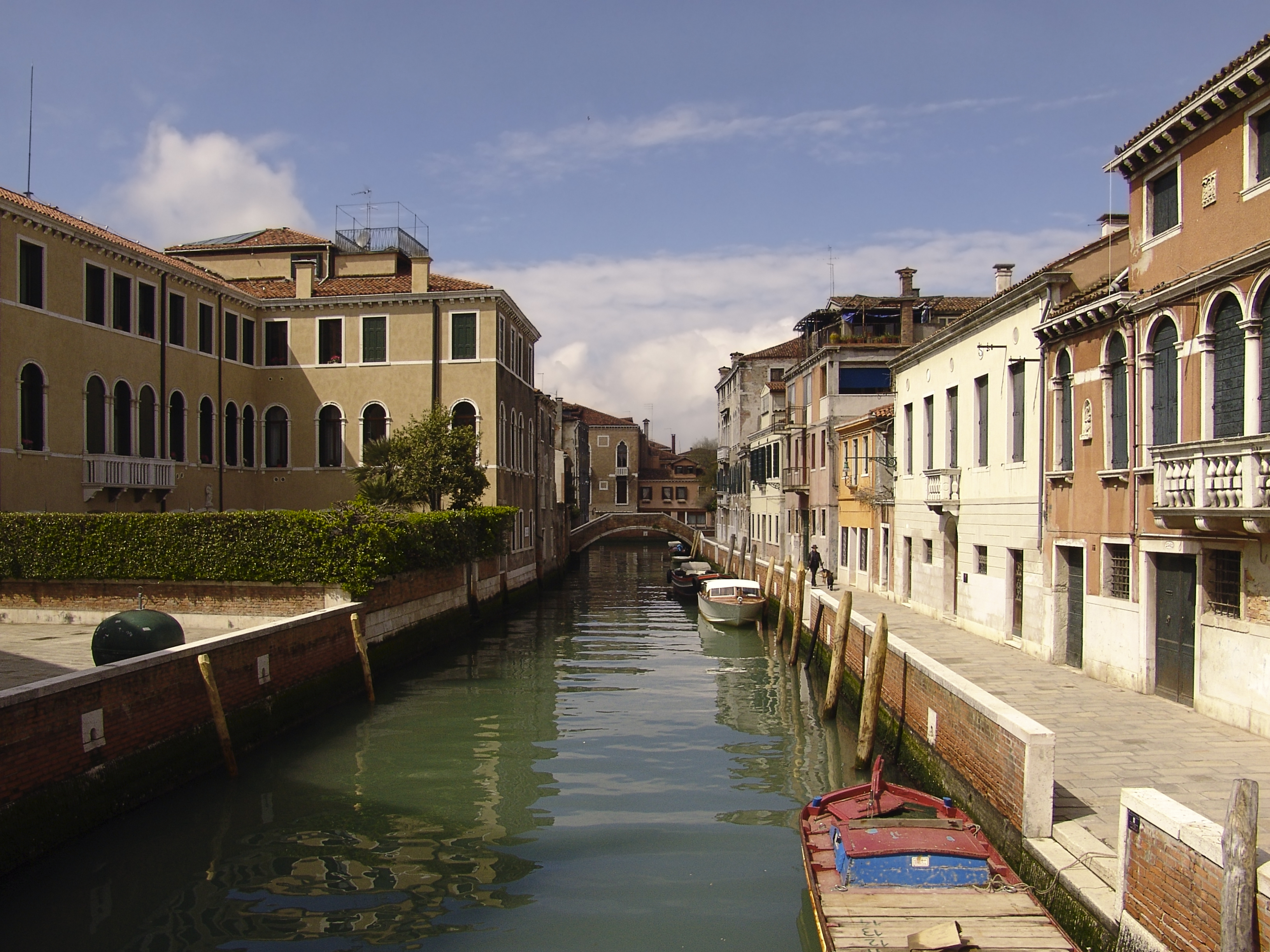
Rio de San Sebastiano, vue du pont éponyme

Le rio di San Sebastiano (en vénitien de San Sebastian; canal de Saint-Sébastien) est un canal de Venise dans le sestiere de Dorsoduro.

## Description
Le rio de San Sebastian a une longueur d'environ 120 mètres. Il prolonge le rio de San Basegio à partir du ponte S.Sebastiano vers le nord-ouest jusqu'au Rio dell'Angelo Raffaele.

### Rielo de San Sebastiano
Jadis, un canal partait du rio de San Sebastian vers l'ouest au campo S Sebastiano pour ensuite bifurquer à hauteur de l'actuelle calle Nova vers le sud et le canal de la Giudecca. Il était traversé par un pont de pierre et des passerelles en bois. 

Le Rielo a été enterré en 1777, pour la partie qui correspond aujourd'hui à la Calle Nova, à la Corte de le Colonete et à une partie du Campazzo San Sebastiano, tandis que la partie restante jusqu'au rio de San Sebastian a été inhumée entre 1821 et 1835.

## Toponymie
Ce rio est appelé d'après l'église San Sebastiano.

## Situation et édifices remarquables
Ce rio longe:
- L'église San Sebastiano
- La fondamenta San Sebastiano

### Ponts
Ce rio est traversé par (du sud au nord):
- Le Ponte San Sebastian reliant l'église éponyme et la Calle de l'Avogaria et faisant limite avec le rio San Basegio
- Le Ponte della Maddalena reliant la calle éponyme à la fondamenta San Sebastiano. Le pont donne accès à la maison habitée par le peintre italien Filippo De Pisis de 1943 à 1949.

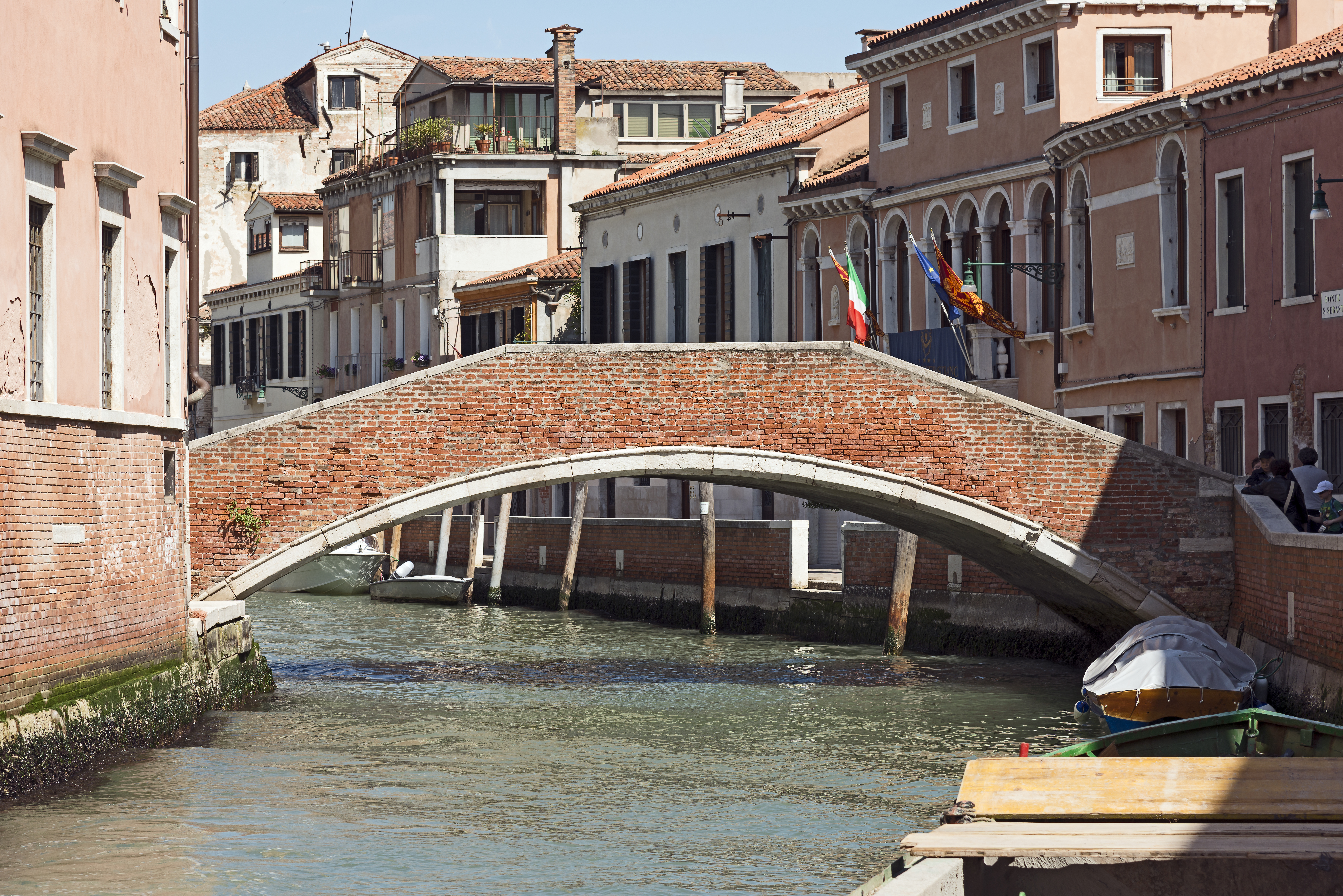
Ponte San Sebastian
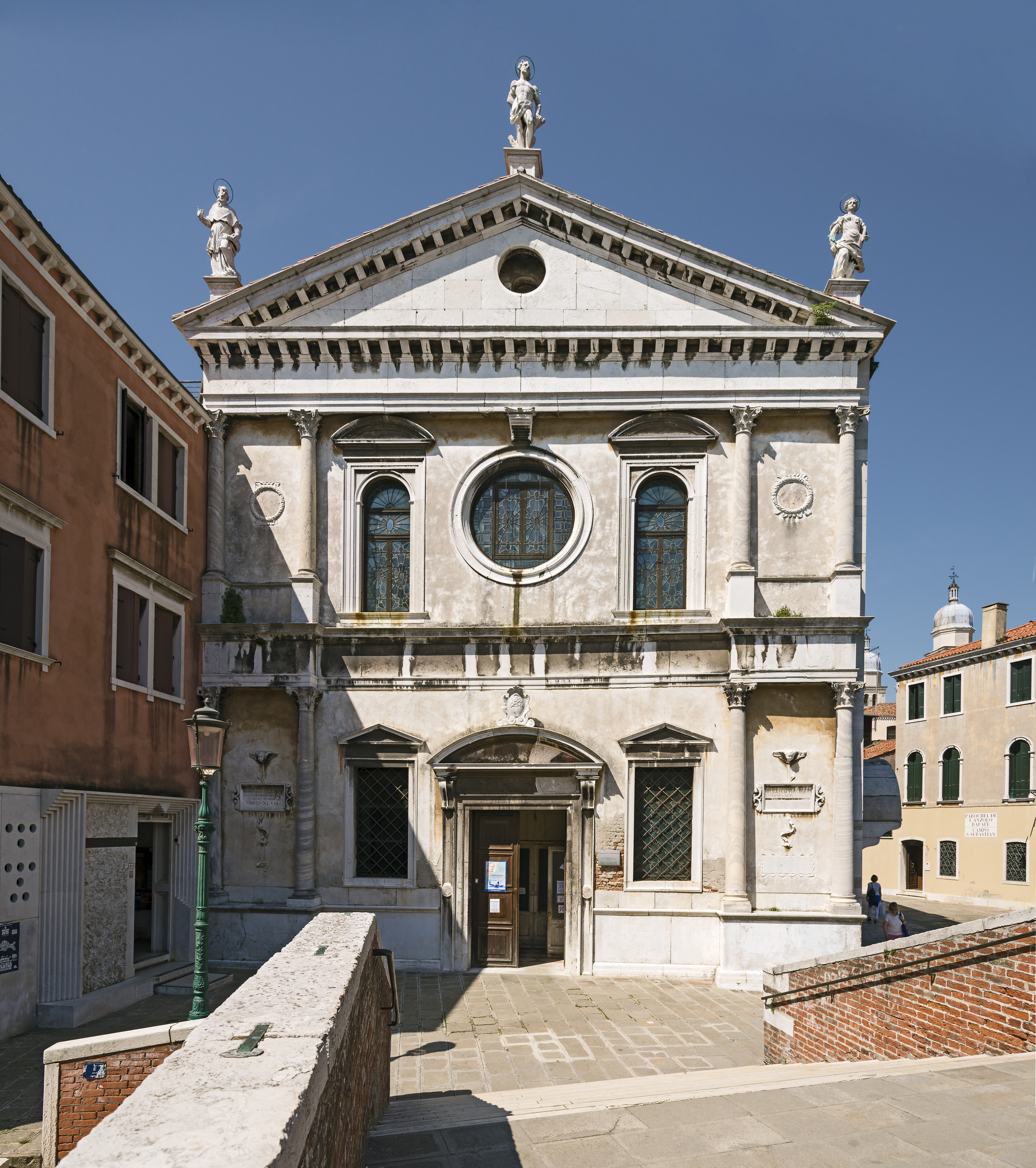
La façade de l'église San Sebastian
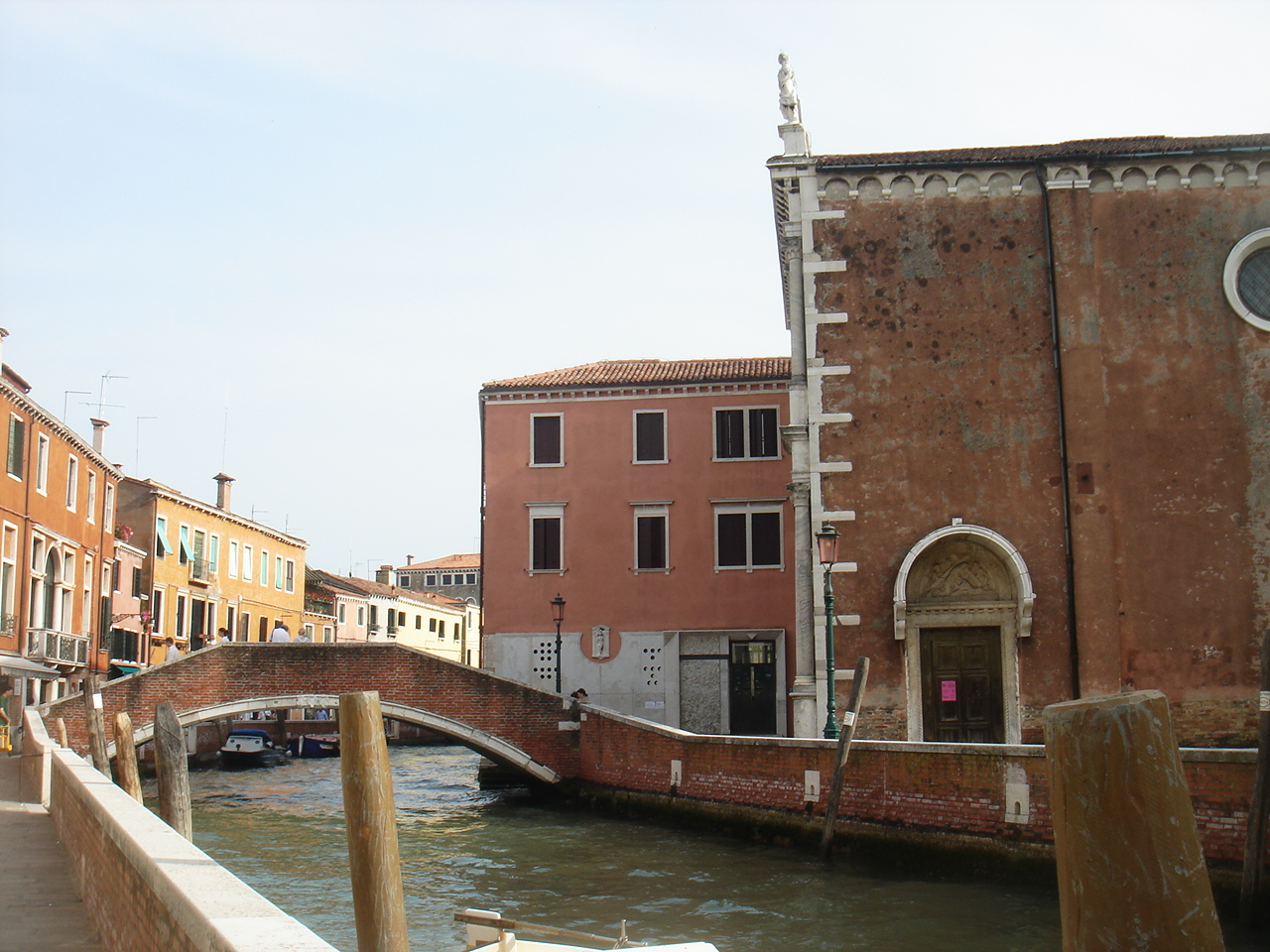
Faculté des Lettres à San Sebastiano
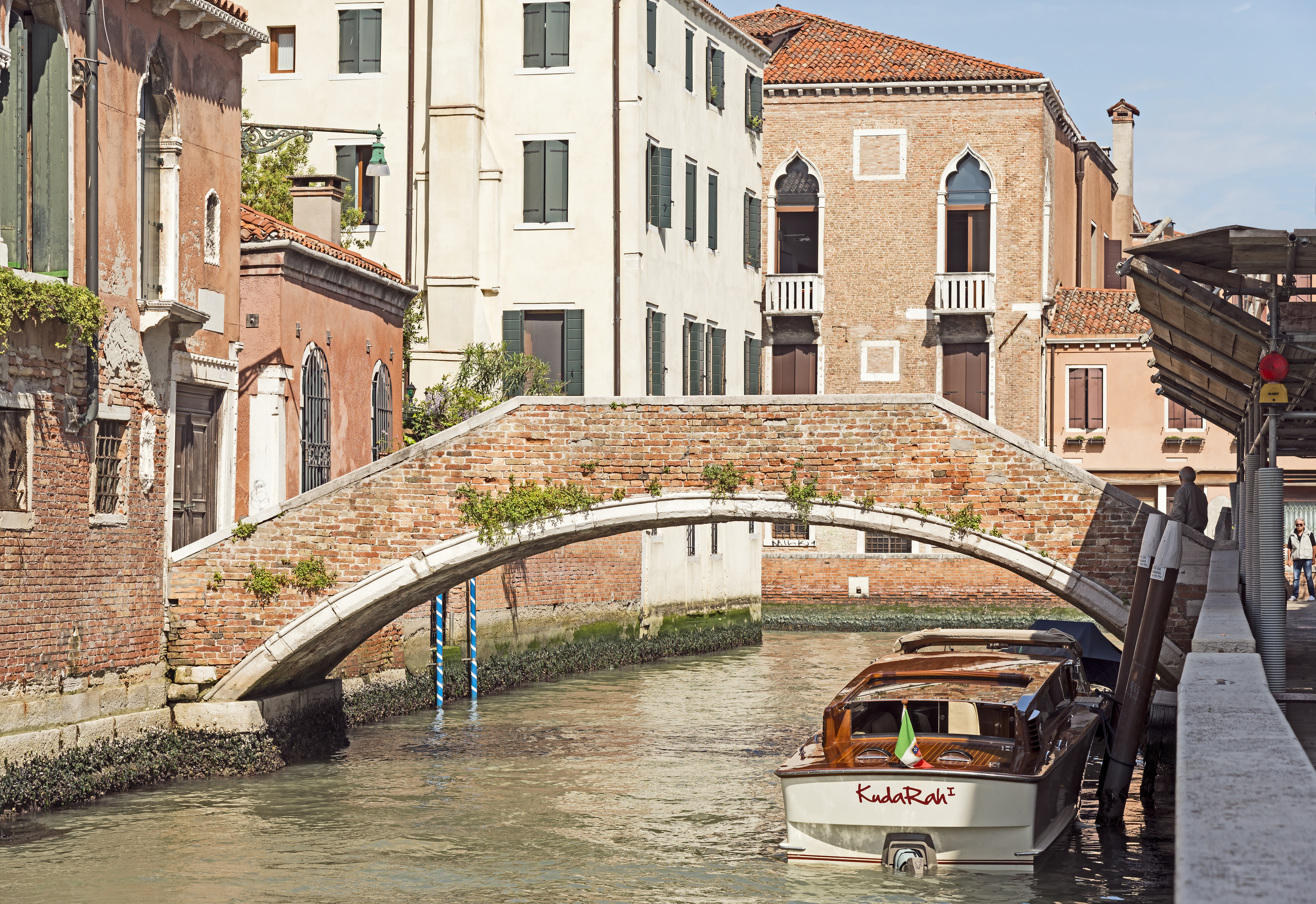
Ponte della Maddalena
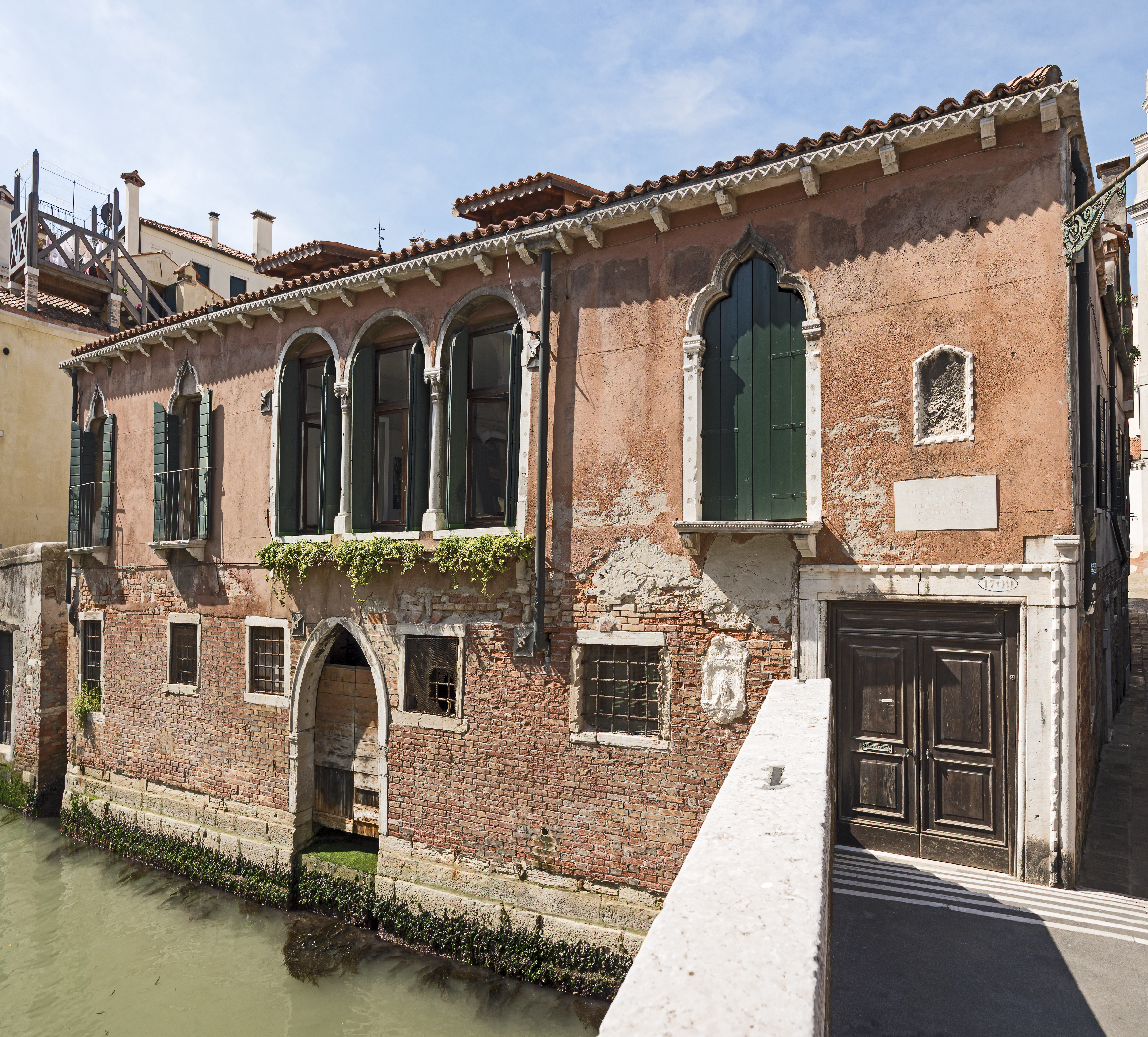
Maison de Filippo De Pisis